# 1919 Clemence
1919 Clemence è un asteroide della fascia principale. Scoperto nel 1971, presenta un'orbita caratterizzata da un semiasse maggiore pari a 1,9360519 UA e da un'eccentricità di 0,0950925, inclinata di 19,33383° rispetto all'eclittica.